# Mirny (obwód mohylewski)
Mirny (biał. Мірны; ros. Мирный) – osiedle na Białorusi, w obwodzie mohylewskim, w rejonie mohylewskim, w sielsowiecie Sidarawiczy, przy drodze magistralnej M8.